# Carl Herrera
Carl Víctor Herrera Alleyne (Trinidad, 14 dicembre 1966) è un ex cestista venezuelano, professionista nella NBA, in Spagna e in Venezuela.

## Carriera
È stato selezionato dai Miami Heat al secondo giro del Draft NBA 1990 (30ª scelta assoluta).
Con il Venezuela ha disputato i Giochi olimpici di Barcellona 1992, due edizioni dei Campionati mondiali (1990, 2002) e quattro dei Campionati americani (1988, 1989, 1992, 2001).

## Statistiche

### College
| Anno      | Squadra         | PG | PT | MP   | TC%  | 3P%  | TL%  | RP  | AP  | PRP | SP  | PP   |
| --------- | --------------- | -- | -- | ---- | ---- | ---- | ---- | --- | --- | --- | --- | ---- |
| 1989-1990 | Houston Cougars | 33 | -  | 31,0 | 56,5 | 37,5 | 80,4 | 9,2 | 1,6 | 1,5 | 2,0 | 16,7 |
| Carriera  | Carriera        | 33 | -  | 31,0 | 56,5 | 37,5 | 80,4 | 9,2 | 1,6 | 1,5 | 2,0 | 16,7 |

### NBA

#### Regular Season
| Anno      | Squadra             | PG  | PT  | MP   | TC%  | 3P%  | TL%  | RP  | AP  | PRP | SP  | PP  |
| --------- | ------------------- | --- | --- | ---- | ---- | ---- | ---- | --- | --- | --- | --- | --- |
| 1991-1992 | Houston Rockets     | 43  | 7   | 13,2 | 51,6 | 0,0  | 56,8 | 2,3 | 0,6 | 0,4 | 0,6 | 4,4 |
| 1992-1993 | Houston Rockets     | 81  | 12  | 22,2 | 54,1 | 0,0  | 71,0 | 5,6 | 0,8 | 0,6 | 0,4 | 7,5 |
| 1993-1994 | Houston Rockets     | 75  | 0   | 17,2 | 45,8 | -    | 71,1 | 3,8 | 0,5 | 0,4 | 0,3 | 4,7 |
| 1994-1995 | Houston Rockets     | 61  | 26  | 21,8 | 52,3 | 0,0  | 62,4 | 4,6 | 0,7 | 0,7 | 0,6 | 6,8 |
| 1995-1996 | San Antonio Spurs   | 44  | 6   | 8,9  | 41,2 | 0,0  | 29,4 | 1,8 | 0,4 | 0,2 | 0,2 | 1,9 |
| 1996-1997 | San Antonio Spurs   | 75  | 58  | 24,5 | 43,3 | 33,3 | 68,6 | 4,5 | 0,7 | 0,8 | 0,7 | 8,0 |
| 1997-1998 | San Antonio Spurs   | 58  | 1   | 8,9  | 43,4 | 0,0  | 40,9 | 1,6 | 0,4 | 0,3 | 0,2 | 2,9 |
| 1998-1999 | Vancouver Grizzlies | 4   | 0   | 10,5 | 23,1 | -    | 0,0  | 2,0 | 0,8 | 0,0 | 0,0 | 1,5 |
| 1998-1999 | Denver Nuggets      | 24  | 0   | 11,0 | 42,9 | 0,0  | 55,6 | 2,3 | 0,0 | 0,5 | 0,3 | 2,5 |
| Carriera  | Carriera            | 465 | 110 | 17,3 | 47,6 | 14,3 | 64,3 | 3,6 | 0,6 | 0,5 | 0,4 | 5,3 |

#### Playoffs
| Anno     | Squadra           | PG | PT | MP   | TC%  | 3P% | TL%  | RP  | AP  | PRP | SP  | PP  |
| -------- | ----------------- | -- | -- | ---- | ---- | --- | ---- | --- | --- | --- | --- | --- |
| 1993     | Houston Rockets   | 12 | 0  | 16,3 | 38,6 | 0,0 | 60,0 | 3,8 | 0,6 | 0,3 | 0,2 | 4,7 |
| 1994     | Houston Rockets   | 16 | 0  | 15,5 | 53,4 | -   | 81,3 | 2,8 | 0,2 | 0,3 | 0,2 | 4,7 |
| 1995     | Houston Rockets   | 1  | 0  | 6,0  | 100  | -   | -    | 0,0 | 1,0 | 0,0 | 0,0 | 2,0 |
| 1996     | San Antonio Spurs | 7  | 0  | 4,0  | 0,0  | -   | 100  | 0,6 | 0,1 | 0,3 | 0,1 | 0,3 |
| 1998     | San Antonio Spurs | 5  | 0  | 5,0  | 33,3 | -   | -    | 0,8 | 0,2 | 0,0 | 0,0 | 0,4 |
| Carriera | Carriera          | 41 | 0  | 12,2 | 45,1 | 0,0 | 71,1 | 2,4 | 0,3 | 0,2 | 0,1 | 3,3 |

## Palmarès
- Campionato NBA: 2

Houston Rockets: 1994, 1995